# Сан Биаджо Сарачиниско
Сан Биа̀джо Сарачинѝско (на италиански: San Biagio Saracinisco) е село и община в Централна Италия, провинция Фрозиноне, регион Лацио. Разположено е на 836 m надморска височина. Населението на общината е 364 души (към 2010 г.).